# Téléciné
Téléciné est une revue de cinéma parue de 1947 à 1978. 
Créée par la F.L.E.C.C. (Fédération loisirs et culture cinématographique), cette publication mensuelle d'inspiration catholique, destinée en priorité au public des ciné-clubs, a d'abord été constituée de fiches filmographiques à la rédaction desquelles ont contribué notamment Henri Alekan, Claude-Jean Philippe, Henri Colpi ou encore Gilbert Salachas, rédacteur en chef.
Téléciné a cessé de paraître en 1978.